# Тисовець (струмок)
Тисовець — струмок в Україні у Стрийському районі Львівської області. Права притока річки Бутивлі (басейн Дністра).

## Опис
Довжина струмка приблизно 3,61 км, найкоротша відстань між витоком і гирлом — 3,04  км, коефіцієнт звивистості річки — 1,19 . Формується багатьма струмками.

## Розташування
Бере початок на північних схилах гори Магура (1121,0 м). Тече переважно на північний схід і впадає у річку Бутивлю, ліву притоку річки Оряви.